# Emmanuel Todd
Emmanuel Todd (Saint-Germain-en-Laye, 16 maggio 1951) è uno storico, sociologo e antropologo francese.

## Biografia
Nato a Saint-Germain-en-Laye, nelle Yvelines, Emmanuel Todd è figlio del giornalista Olivier Todd e di Anne-Marie Nizan. Suo nonno paterno, Julius Oblatt, fu un Austriaco di origine ebraica e la sua nonna paterna, Helen Todd, fu la figlia illegittima della giornalista britannica Dorothy Todd.. Il suo nonno materno fu lo scrittore Paul Nizan. 
Dopo gli studi all'Università di Cambridge, è diventato ricercatore presso l'Institut national d'études démographiques (INED) di Parigi. Ha scritto numerosi saggi, tra cui Il crollo finale (1976), in cui ha preconizzato la fine dell'Unione Sovietica, e Dopo l'impero (2003), in cui profetizza la «decomposizione del sistema americano» e la rinascita dell'Europa. Nel 2018 ha criticato pubblicamente il sistema della UE e dell'euro e il presidente francese Emmanuel Macron. Nel libro "Où en sont-elles?" (Seuil) Todd lede l’articolo di fede della dottrina femminista: l’oppressione patriarcale. In esso, infatti, Todd sostiene che la grande emancipazione delle donne ha provocato il sorgere di un “matridominio ideologico”.

## Opere
- La Chute finale. Essai sur la décomposition de la sphère soviétique, Paris, Laffont (Libertés 2000, 21), 1976, pp. 320; nuova ed. ampliata, ivi, 1990, pp. V-368, ISBN 2-221-06843-2.
- Le Fou et le Prolétaire, Paris, Laffont (Libertés 2000, 34), 1979, pp. 335, ISBN 2-221-00201-6; ed. rivista e ampliata, Paris, le Livre de poche (Pluriel, 8353), 1980, pp. 341, ISBN 2-253-02439-2.
- L'Invention de la France. Atlas anthropologique et politique, con Hervé Le Bras, Paris, le Livre de poche (Pluriel, 8365), 1981, pp. 511, ISBN 2-253-02791-X.
- La Troisième Planète. Structures familiales et systèmes idéologiques, Paris, Éditions du Seuil (Empreintes, 4), 1983, pp. 251, ISBN 2-02-006341-7.
- L'Enfance du monde. Structures familiales et développement, Paris, Éditions du Seuil (Empreintes, 7), 1984, pp. 251, ISBN 2-02-006934-2.
- La Nouvelle France, Paris, Éditions du Seuil (L'Histoire immédiate), 1988, pp. 280, ISBN 2-02-010090-8; nuova ed. aggiornata, ivi (Points. Politique, 136), 1990, pp. V-283, ISBN 2-02-012108-5.
- L'Invention de l'Europe, Paris, Éditions du Seuil (L'Histoire immédiate), 1990, pp. 537, ISBN 2-02-011572-7; rist., ivi (Point. Essais, 321), 1996, pp. 685, ISBN 2-02-028522-3.
- Le Destin des immigrés. Assimilation et ségrégation dans les démocraties occidentales, Paris, Éditions du Seuil (L'Histoire immédiate), 1994, pp. 390, ISBN 2-02-017304-2; rist., ivi (Points. Essais, 345), 1997, pp. 470, ISBN 2-02-031450-9.
- L'Illusion économique. Essai sur la stagnation des sociétés développées, Paris, Gallimard, 1998, pp. 321, ISBN 2-07-074885-5; rist., ivi (Folio actuel, 66), pp. XXI-392, 1999, ISBN 2-07-041058-7.
- La Diversité du monde. Structures familiales et modernité, Paris, Éditions du Seuil (L'Histoire immédiate), 1999, pp. 435, ISBN 2-02-019466-X [raccoglie La troisième planète e L'enfance du monde].
- Après l'empire. Essai sur la décomposition du système américain, Paris, Gallimard, 2002, pp. 235, ISBN 2-07-076710-8; rist. con una postfazione inedita dell'autore, ivi (Folio. Actuel, 107), pp. 295, 2004, ISBN 2-07-031300-X.
- Le rendez-vous des civilisations, con Youssef Courbage, Paris, Éditions du Seuil (La République des idées), pp. 159, 2007, ISBN 978-2-02-092597-6.
- Après la Démocratie, Paris, Gallimard (Hors Ser Connai), 2008, ISBN 2-07-078683-8.
- Où en sommes-nous? Une esquisse de l'histoire humaine, Paris, Le Seuil, coll. « Sciences humaines », 2017 ISBN 9782021319002. Réédition en poche, Paris, Éditions du Seuil, coll. « Points Essais »
- La Défaite de l'Occident, Paris, Gallimard, 2024

### Traduzioni italiane
- Il crollo finale. Saggio sulla decomposizione della sfera sovietica, trad. di Gabriella Ernesti, Milano, Rusconi (Problemi attuali), 1978, pp. 334.
- Il terzo pianeta. Strutture familiari e sistemi ideologici, trad. di Salvatore Maddaloni, Roma, Armando (Problemi di sociologia, n.s. 63), 1985, pp. 207.
- Dopo l'impero, trad. di Gaia Amaducci, Milano, Tropea (Le Querce), 2003, pp. 191, ISBN 88-438-0412-X; Milano, Net (Net, 230), 2005, pp. 191, ISBN 88-515-2267-7.
- L'illusione economica, trad. di Giovanni Negro, Milano, Tropea (Le Querce), 2004, pp. 286, ISBN 88-438-0424-3.
- L'incontro delle civiltà, con Youssef Courbage, trad. di Roberto Ciccarelli, Tropea, 2009, pp. 160, ISBN 9788855800433
- Breve storia dell'umanità (Où en sommes-nous? Une esquisse de l'histoire humaine, 2017), trad. di Julie Sciardis, Gorizia, LEG Edizioni, 2019
- La sconfitta dell'Occidente, trad. di Alessandro Ciappa e Michele Zurlo, Roma, Fazi, 2024[4]